# Santa María del Naranco

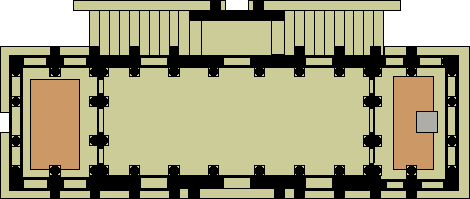
Plan budynku (górna kondygnacja)

Santa María del Naranco – przedromański budynek wzniesiony w IX wieku na zboczu góry Naranco w regionie Asturia (północna Hiszpania). Pełnił początkowo funkcję sali królewskiej (aula regia) Ramiro I, później został przekształcony w kościół. Tworzy kompleks z kaplicą pałacową San Miguel de Lillo.
Budynek wzniesiony został na planie prostokąta o wymiarach 6 na 20 metrów. Ma dwie kondygnacje. Dolna podzielona była na trzy części. Na piętrze znajduje się dawna aula, oświetlana przez dwie arkadowe loggie i przykryta sklepieniem kolebkowym.